# Verdonik
Verdonik je priimek več znanih Slovencev:
- Branka Verdonik-Rasberger (1912—1984), igralka
- Edo Verdonik (1908—1978), igralec in režiser
- Rudi Verdonik (1910—1999), krojač, strokovni učitelj/šolnik, urednik